# NK Napredak Skakava Donja
Nogometni klub Napredak (NK Napredak; Napredak Donja Skakava; Napredak Skakava Donja; Napredak) je bio nogometni klub iz Skakave Donje, Distrikt Brčko, Bosna i Hercegovina.

## O klubu
Klub je osnovan krajem 1970.-ih godina pod nazivom "Skakava", pod kojim djeluje do 1983. godine, kada postaje "Napredak". Klub je bio član "Općinske lige Brčko-Orašje", te redovito među slabijim klubovima lige. Klub se početkom 1990.-ih godina gasi, odnosno po izbijanju rata u BiH.
U sezoni 1995./96. igrali su Općinsku nogometnu ligu Ravne-Brčko.

## Unutrašnje poveznice
- Skakava Donja